# Алувиони Камбио
Алувиони Камбио (итал. Alluvioni Cambiò) је насеље у Италији у округу Алесандрија, региону Пијемонт.
Према процени из 2011. у насељу је живело 289 становника. Насеље се налази на надморској висини од 81 м.

## Становништво
Према резултатима пописа становништва 2011. у општини је живело 961 становника.
| 1931. | 1936. | 1951. | 1961. | 1971. | 1981. | 1991. | 2001. | 2011. |
| ----- | ----- | ----- | ----- | ----- | ----- | ----- | ----- | ----- |
| 1.579 | 1.575 | 1.535 | 1.360 | 1.133 | 1.052 | 1.040 | 1.019 | 961   |

## Партнерски градови
- Vianne